# Грант (окръг, Орегон)
Вижте пояснителната страница за други населени места с името Грант.
Окръг Грант (на английски: Grant County) е окръг в щата Орегон, Съединени американски щати. Площта му е 11730 km², а населението - 7935 души (2000). Административен център е град Кениън Сити.

## Градове
- Дейвил
- Джон Дей
- Лонг Крийк
- Маунт Върнън
- Монюмент
- Прери Сити
- Сенека